# Meiacanthus smithi
Meiacanthus smithi là một loài cá biển thuộc chi Meiacanthus trong họ Cá mào gà. Loài này được mô tả lần đầu tiên vào năm 1962.

## Từ nguyên
Từ định danh smithi được đặt theo tên của J. L. B. Smith, nhà ngư học người Nam Phi, người đã nhận ra loài cá này chưa được mô tả vào thời điểm đó.

## Phân bố và môi trường sống
Từ Maldives và Sri Lanka, M. smithi có phân bố trải dài về phía đông đến quần đảo Andaman, bờ tây Thái Lan và đảo Java.
M. smithi sống trên các rạn san hô ở độ sâu đến ít nhất là 20 m.

## Mô tả
Tổng chiều dài lớn nhất được ghi nhận ở M. smithi là 8,5 cm. Loài này có màu xám trắng, đặc trưng bởi sọc đen mảnh từ trên mắt ngược lên đỉnh đầu, và dải sọc đen dọc vây lưng.

## Sinh thái
Trứng của M. smithi có chất kết dính, được gắn vào chất nền thông qua một tấm đế dính dạng sợi. Cá bột là dạng phiêu sinh vật, thường được tìm thấy ở vùng nước nông ven bờ.
Các loài Meiacanthus đều có tuyến nọc độc trong răng nanh. Do đó, chúng là hình mẫu để nhiều loài khác bắt chước theo, gọi là bắt chước kiểu Bates (loài không độc bắt chước kiểu hình, hành vi của một loài có độc). M. smithi được bắt chước bởi cá mào gà Plagiotremus phenax và cá lượng con Scolopsis bilineata.